# Tommaso Terrinoni
Mons. Tommaso Terrinoni (Fiuggi, 1840 – Fiuggi, 11 ottobre 1912) è stato un presbitero italiano.

## Biografia
Mons. Tommaso Terrinoni fu un prelato e storico italiano. Proveniva da una famiglia di distinta cittadinanza della zona anticolana e fu insignito del titolo di Patrizio di Ferentino, per sé e la sua famiglia.
Incardinato nella diocesi di Roma, divenne avvocato rotale e prelato votante della segnatura apostolica, con titolo di prelato domestico dal 1897. In diocesi fu dapprima canonico di Santa Maria in Trastevere e, successivamente, fu nominato dalla Segreteria di Stato canonico della basilica romana di Santa Maria Maggiore.  
Oltre all'attività pastorale e di curia, fu uno storico e cultore delle lettere classiche, socio e vicepresidente della Pontificia Accademia Tiberina. Tra le sue opere di maggior rilievo vi fu I sommi Pontefici della Campania romana, pubblicato nel 1888. Il volume tratta in maniera sistematica tutta la zona della campagna romana, analizzando storicamente e geograficamente le diverse strutture e caratteristiche di quelle zone.
È morto e sepolto a Fiuggi, nella chiesa di S. Rocco.

## Opere
T. Terrinoni, Panegirico in occasione del secondo anno secolare della fondazione del Pio Sodalizio dell'Immacolata Concezione in Anticoli di Campagna, Roma 1881.
T. Terrinoni, Le condizioni di Europa e San Gregorio VII. Cenni storici, Roma 1885.
T. Terrinoni, I Sommi Pontefici della Campania Romana con notizie storiche intorno alle città e luoghi più importanti della medesima provincia, Roma 1888.
T. Terrinoni, Ancora della tomba di Re Manfredi, 1889.
T. Terrinoni, Discorso accademico per la nativita di Maria santissima letto nella solenne tornata della Tiberina da Monsignor Tommaso Terrinoni nel di 8 Settembre 1889, Roma 1889.